# کارناما، استرالیای غربی
کارناما (به انگلیسی: Carnamah) یک شهرک در استرالیا است که در استرالیای غربی واقع شده‌است.